# Corneille Lahure
Félix Corneille Alexis, baron Lahure, né le 29 mars 1800 à Avin et mort le 1er février 1882, est un général belge.

## Biographie
Félix Lahure est le fils de Germain Lahure, capitaine d'artillerie, et de Joséphine Lannée. Il est le neveu du général Louis Joseph Lahure.
Il débute dans la carrière militaire en tant qu'adjudant aux cuirassiers à Bruxelles. Il part en tant que volontaire pour les Indes néerlandaises et est affecté au 7de Oost-Indische Huzaren. S'y distinguant, le général Josephus Jacobus van Geen (nl) le promut sous-lieutenant en 1825 et il reçoit la croix de 4e classe de l'ordre militaire de Guillaume et la médaille de Java (de) pour sa bravoure pendant les 5 ans de la guerre de Java. Il passe lieutenant en 1829.
Après son retour des Indes en 1830, il rejoint l'armée belge et est promu capitaine en 1832. Il reçoit de Léopold Ier la mission d'organiser le corps des Guides, dont il devient major en 1838. 

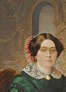
Aimée Victoire Jeannette Duvivier

En 1833, il épouse Aimée Victoire Jeannette Duvivier, fille du ministre Auguste Duvivier et de Narcisse Gantois. Ils ont un fils, Auguste Lahure (1835-1891), qui devient colonel et auteur d'études sur les questions militaires et coloniales. Il est explorateur au Maroc et devint secrétaire général de la Croix-Rouge au Congo belge,.
Après avoir rencontré le duc d'Orléans à Bruxelles, il est le premier de seize officiers belges à demander l'autorisation de rejoindre l'Algérie. Le ministre de la Guerre lui accorde le 10 mars 1840, en le chargeant spécialement d'étudier l'organisation de la cavalerie française, sa manière de servir en campagne et « les dispositions que les circonstances spéciales où elle se trouvait en Algérie l'obligeaient à prendre en raison de la nature des localités, du climat et de l'ennemi qu'elle avait à combattre ». Il est également désigné comme le répondant sur place des officiers belges. Attaché comme volontaire à l'état-major du duc d'Orléans, il se distingue durant la campagne et reçoit la Légion d'honneur.
Nommé officier d'ordonnance du roi Léopold en 1843, il et promu lieutenant-colonel en 1844 puis colonel et commandant du 1er régiment de lanciers en 1847. Il prend le commandement du 1er régiment de guides en 1851.
Général-major le 12 janvier 1853, il lui est offert le sabre d'honneur, qui porte les dates de ses principaux faits d'armes, ainsi que les noms des cinquante-quatre officiers des Guides, que conserve le Musée de la porte de Hal. Commandant la 2e brigade de la division de grosse cavalerie, et provisoirement de la division elle-même, il devient aide de camp du Roi le 21 mars 1855, qui le charge, à ce titre, de plusieurs missions d'ordre familial et confidentiel.
Inspecteur général de la Gendarmerie, membre du comité consultatif permanent de la cavalerie et commandeur de l'ordre de Léopold en 1859, il est promu lieutenant-général en 1861 et prend la tête de la 1ère division de Cavalerie en 1863, année de sa promotion au grade de grand officier de l'ordre de Léopold. Aide de camp du roi Léopold II, après avoir contribué puissamment à la promotion et à l'organisation de la cavalerie, il est admis à la retraite le 13 juillet 1866.
En 1871, il est admis dans la noblesse héréditaire belge, avec le titre de baron transmissible à tous ses descendants.

## Publications
Ses mémoires, Les Indes Orientales Néerlandaise. Souvenirs du général Baron A.F. Lahure, paraissent le 8 novembre 1883. 

## Sources
- A. Duchesne, Baron Corneille Lahure, 1800-1882, général, in: Biographie nationale de Belgique, T. XXXIV, Brussel, 1969
- J. R. Leconte, « Le major Corneille-Alexis Lahure et les officiers belges en Algérie (1840) », dans Carnet de la Fourragère, t. VII, n° 3, juillet 1946, p. 244-259.
- P. Ceulemans, « Les idées du général Lahure sur l'œuvre civilisatrice de la Belgique en Afrique (1880) et l'opinion publique », dans Zaïre, t. XIII, n" 8, Louvain, p. 813-822